# Juan Gyenes

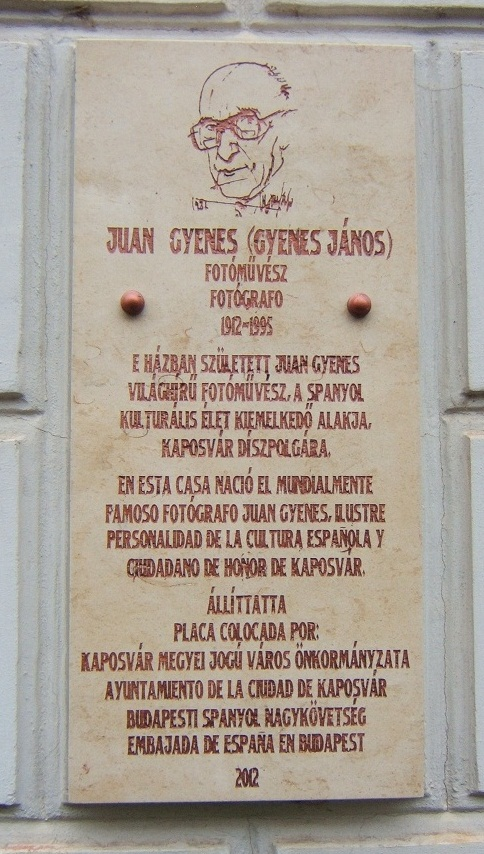
2012-ben avatott emléktábla kaposvári szülőházán (Ady Endre utca 10)

Juan Gyenes, Gyenes János (Kaposvár, 1912. október 21. – Madrid, 1995. május 18.) magyar származású fotóművész.

## Életpályája
Apja Gyenes Izsó hegedűművész, bátyja Reményi Gyenes István író. Már 14 éves korában fényképezett, tanára e téren Holzer Félix kaposvári fotográfus volt. 1928-ban tett fényképész szakvizsgát Győrben, ahol le is telepedett. 
1930 és 1937 között a Színházi Élet című lap fotóriportere volt, zenei és társasági eseményeket fényképezett Budapesten és Bécsben. Fotózta – többek között – Bartókot, Kodályt, Lehárt, Furtwänglert, Prokofjevet és Toscaninit, és ő készítette Kaposváron Rippl-Rónai József utolsó fényképét a halálos ágyán. 1936–1937-ben Londonban és Párizsban élt. 1938-tól a New York Times kairói tudósítója volt. 
1940-ben Madridban telepedett le, a Campua című lap munkatársa lett. 1948-ban nyitott fotóstúdiójában megfordult Dalí, Picasso, Miró, Fudzsita, Karajan, Rubinstejn, Chaplin és sokan mások a korszak művészi életéből. A spanyol királyi család hivatalos fotósa lett, az általa készített fényképek spanyol bélyegekre és pénzekre is felkerültek. Életműve több mint 10 millió felvételt tartalmaz, 13 fotóalbuma jelent meg.
Beválasztották a Spanyol Királyi Képzőművészeti Akadémia tagjai közé is. 1962-ben – édesapja emlékére – díjat alapított fiatal spanyol hegedűművészek számára (Premio Isidoro Gyenes). 1993-ban Kaposvár díszpolgárává választották.

## Emlékezete
Születésének 100. évfordulóján, 2012-ben szülőházának falán egy kétnyelvű (magyar–spanyol) emléktáblát helyeztek el, egyúttal bejelentették, hogy a város melletti korábbi Eszperantó-forrást ezentúl Spanyol-forrásnak nevezik. Halálának 20. évfordulóján, 2015 májusában termet neveztek el róla a belvárosi Együd Árpád Kulturális Központban.
Életéről Fernando Olmeda könyvet írt Gyenes. El fotógrafo del optimismo címmel, amely 2011-ben jelent meg. A könyv magyar fordítását (Gyenes. Az optimizmus fotográfusa) 2016-ban mutatták be.

## Kötetei
- Don Juan y el teatro en Espana; fotó J, uan Gyenes, szerk. Luis Escobar; Mundo Hispanico, Madrid, 1955
- Ballet espagnol; fotó Juan Gyenes, előszó Jean Cocteau, jegyz. Enrique Llovet; Art et Industrie, Paris1956
- Gyenes. Memorias de un fotógrafo en Espana; Espasa-Calpe, Madrid, 1983
- Barátom, Picasso. Juan Gyenes fényképes emlékezései; szerk. Marosi László; Közgazdasági és Jogi, Bp., 1984
- Barátom, Juan Gyenes. Hegedüs György fényképes emlékezései; Somogyi Fotóklub, Kaposvár, 2007
- Fernando Olmeda: Gyenes. El fotógrafo del optimismo; Península, Barcelona, 2011 (Atalaya)
- Fernando Olmeda: Gyenes. Az optimizmus fotográfusa; ford. Nagy Erika; Méry Ratio, Samorín, 2016
- Hegedüs György: Juan Gyenes. A fotográfia mestere; Önkormányzat, Kaposvár, 2018